# Komm näher
Komm näher ist ein deutscher Spielfilm aus dem Jahre 2006.

## Handlung
Im Großstadtdschungel von Berlin treffen die unterschiedlichsten Menschen aufeinander. Mathilda bekommt ihr Leben nicht in den Griff. Die Jobs, die sie annimmt, führen bei ihr permanent in eine persönliche Katastrophe. Gleiches geschieht mit ihren Beziehungen. Die Nachbarn beschweren sich über ihre laute Musik und rufen die Polizei. Bei diesem Einsatz verliebt sie sich in den Polizisten Bronski. Vielleicht ändert sich jetzt ihr Leben endlich. Ihre Schwester Ali ist eine erfolgreiche Geschäftsfrau. Dennoch leidet auch sie. Sie lebt mit ihrem Mann David und dem gemeinsamen Sohn. David ist selbst erfolglos und kommt nicht mit dem Erfolg seiner Frau klar. Ali wiederum scheitert an dem Versuch ihre Beziehung und die Erziehung des Sohnes genauso zu meistern wie den Beruf. Schließlich droht sie an allen Fronten zu scheitern. David findet seinen Trost bei Hanna und steht vor der Entscheidung, ob er sein weiteres Leben mit Ali führen will und für die Beziehung kämpfen möchte, oder lieber den scheinbar unkomplizierten Lebensweg mit Hanna weitergehen will.
Andi ist Taxifahrer. Er hält sich für dick und unattraktiv. Der einsame Mann gibt eine Kontaktanzeige auf und hofft auf ein gemeinsames Glück mit Johanna. Johanna kämpft nicht nur mit der Beziehungslosigkeit, sondern vor allem mit ihrer pubertierenden Tochter Mandy, die ihr das Leben zur Hölle macht. Mandy führt außerdem anonyme Telefonate mit Andi, der sich in diesen Gesprächen als attraktiver Lebemann ausgibt. Bei einem Treffen zwischen Johanna und Andi kommt das Missverständnis heraus und Mandy droht auch diese Beziehung ihrer Mutter bereits im Keim zu zerstören.

## Hintergrund
Die Dreharbeiten zu diesem Film in einer deutschen Großstadt vor dem Hintergrund von Hartz IV und der Anonymität einer entfremdeten Metropole fanden im Februar/März 2005 in Berlin statt. Der Film wurde auf der Berlinale 2006 im Rahmen der Sektion Panorama uraufgeführt.

## Kritiken
„Ein elegant verschlungener Beziehungs- und Sehnsuchtsreigen, in dem die Charaktere gemeinsam mit den Schauspielern in Improvisationen, Beobachtungen und Proben erarbeitet wurden. Unaufdringlich und mit angenehmer Leichtigkeit inszeniert, verzichtet der Film auf jegliche Kunstfertigkeit und stellt Menschen, die vom Leben nicht verwöhnt wurden, neben solche, die mit Selbstdisziplin und Tunnelblick der zunehmenden Konkurrenz in der Berufswelt begegnen.“

## Auszeichnungen
Beim Copenhagen International Film Festival 2006 wurde Heidrun Bartholomäus als beste Darstellerin ausgezeichnet. Meret Becker erhielt für ihre Darstellung eine Nominierung für den Deutschen Filmpreis 2006 in der Kategorie Beste Nebendarstellerin. Der Film erhielt eine weitere Nominierung in der Kategorie Bester Film.